# Nord-Pas de Calais
Nord-Pas-de-Calais ili Francuska Nizozemska (Pays-bas français na francuskom, Frans Vlaanderen ili Franse Nederlanden na nizozemskom) je bivša (1982. – 2015.) francuska regija, zvana Sjever (Nord na francuskom) koja se sastojala od dva departmana: Nord (departman) i Pas-de-Calais.
Ovo je jedna od najgušće naseljenih regija Francuske. Krajolik Nord-Pas de Calaisa je poznat kao "Rudarski bazen Nord-Pas de Calaisa" jer ga je više od tri stoljeća, od kraja 17. do sredine 20. st., oblikovala djelatnost vađenja ugljena. Zbog toga je 109 zasebnih mjesta na području ovog krajolika od 120 km (na preko 120.000 ha) upisano na UNESCOv popis mjesta svjetske baštine u Europi 2012. godine

## Povijest
Područje sjevera Francuske je oduvijek bilo strateški važno, u prošlosti je ovaj dio zemlje bio pod Rimljanima, Francima, Englezima, da bi ga Francuzi zauzeli u 15. stoljeću. Za vrijeme Revolucije, područje je podjeljeno u dva sadašnja departmana. Regija je u 19. stoljeću doživjela veliki ekonomski procvat (Rudarski bazen Nord-Pas de Calaisa), da bi bila praktički do temelja uništena za vrijeme dva svjetska rata. Ovo je zadnja regija Francuske koja je oslobođena od njemačke okupacije.

## Administracija
Regionalno vijeće sa sjedištem u Lilleu se sastoji od 113 zastupnička mjesta od kojih su 70 za Nord i 43 za Pas de Calais. Na izborima 2004. pobijedila je Ljevičarska koalicija (PS - PCF - PRG - Les Verts - MRC).

## Ekonomija
Nord-Pas de Calais je u 19. stoljeću postao veliki industrijski centar ugljena, čelika i tekstila. Od sredine 70-tih do sredine 80-tih godina 20. stoljeća, područje je zahvatila velika ekonomska kriza u kojoj je preko 130 000 ljudi izgubilo posao. Proteklih godina područje je veoma profitiralo od Europske unije i tunela ispod La Manchea koji počinje blizu Calaisa. Turizam je također važna gospodarska grana.

## Stanovništvo
Regija je vrlo gusto naseljena, u njoj živi oko 4 milijuna stanovništva, što čini oko 7% populacije Francuske. U regiji živi veliki broj Flamanaca i ostalih Belgijanaca, također ima puno Talijana, Poljaka i Afrikanaca.

## Kultura
U regiji su prisutna dva lokalna jezika: flamanski i pikardski.

## Vanjske poveznice
- Regionalno vijeće regije Nord-Pas-de-Calais  Arhivirana inačica izvorne stranice od 17. rujna 2017. (Wayback Machine)

|  | Portal Francuske – Pristup člancima s tematikom o Francuskoj. |